# Карнеева, Лидия Михайловна
Ли́дия Миха́йловна Карне́ева (1921—1992) — советский учёный в области уголовно-процессуального права и криминалистики, доктор юридических наук, профессор. Одна из создателей научной школы по исследованию проблем уголовного, уголовно-процессуального законодательства и расследования преступлений во ВНИИ МВД РФ.

## Биография
В 1947 г. окончила Всесоюзный заочный юридический институт. В 1955 г. защитила кандидатскую диссертацию на тему: «Процессуальные основания и порядок привлечения к уголовной ответственности в советском уголовном процессе», в 1970 г. докторскую диссертацию на тему: «Привлечение к уголовной ответственности по советскому праву: уголовно-процессуальное и криминалистическое исследование».
В период с 1947 по 1955 гг. работала в Московской городской прокуратуре в должности следователя, старшего следователя, а затем и прокурора отдела по надзору за органами милиции под руководством А. Н. Васильева, занимавшего должности прокурора города Москвы, заместителя Прокурора РСФСР, а затем в период с 1960 по 1985 гг. заведующего кафедрой криминалистики МГУ имени М. В. Ломоносова .
В 1955 г. после защиты кандидатской диссертации продолжила свою научную деятельность во Всесоюзном научно-исследовательском институте криминалистики Прокуратуры СССР в должности старшего научного сотрудника.
С 1971 г. осуществляет научно-педагогическую деятельность в должности профессора Высшей школы МВД СССР. В дальнейшем Лидия Михайловна переходит на службу в Московскую высшую школу милиции МВД СССР и с 1975 г. занимает должность начальника кафедры уголовного процесса.

## Основные работы
- «Тактика допроса на предварительном следствии» (1958 г.) (в соавторстве с С. С. Ордынским и С. Я. Розентлибом)
- «Организация работы следователя» (1961 г.) (в соавторстве с В. И. Ключанским)
- «Допрос подозреваемого и обвиняемого» (1969 г.) (в соавторстве с А. Б. Соловьевым и А. А. Чувилевым)
- «Привлечение к уголовной ответственности» (1971 г.)
- Васильев А. Н., Карнеева Л. М. Тактика допроса. М., 1970
- «Тактические основы организации и производства допроса в стадии расследования» (1976 г.)
- "Особенности тактики допроса несовершеннолетних (1978 г.)
- «Теория доказательств в советском уголовном процессе» (в coaвт. с Р. С. Белкиным, А. И. Винбергом, В. Я. Дороховым)
- "Доказательства в советском уголовном процессе (1988 г.)
- «Особенности предъявления обвинения и допроса обвиняемого в условиях деятельности органов внутренних дел» (1989 г.).

Всего более 150 научных публикаций.

## Награды
- Заслуженный деятель науки РСФСР (1981)[1]